# Benoni Beheyt
Benoni Beheyt, né le 27 septembre 1940 à Zwijnaarde, est un cycliste belge, connu surtout par sa victoire sur son compatriote Rik Van Looy au cours du championnat du monde à Renaix en 1963.

## Biographie
Coureur talentueux, il avait déjà remporté encore jeune un nombre appréciable de victoires. Dès 1962, sa première année comme professionnel, il avait même gagné un certain nombre d'épreuves. En 1963, il était vainqueur dans Gand-Wevelgem et dans le Grand Prix de Fourmies.
Le titre de champion du monde, qu'il obtint la même année, ne devait pas cependant être le prélude à de grands succès. Pour cette compétition, il avait été convenu que Van Looy devrait être soutenu par tous les Belges. Après que Gilbert De Smet, un peu avant la ligne d'arrivée, eut brièvement enfreint cette consigne, Beheyt tente sa propre chance et coiffe Van Looy dans le sprint final. Ce dernier, qui avait les moyens de se venger, aurait alors fait - paraît-il - tout ce qui lui était possible pour contrecarrer la carrière de Beheyt. 
En 1964, en tant que champion du monde, Beheyt remporte une étape du Tour de France et gagne le Tour de Belgique. Des blessures persistantes et aussi les suites de son titre mondial de 1963 mettront un terme prématuré à sa carrière cycliste, arrêtée en 1968. Il reprend alors l'entreprise de vélos de ses beaux-parents à Roulers. En 1974, il devient également motard de compétition pour la Royale ligue vélocipédique belge, où il restera 32 ans.
Il est le grand-père de Guillaume Van Keirsbulck et de Cériel Desal.

## Palmarès

### Palmarès amateur
- 1958
  - 2e du championnat de Belgique sur route débutants
- 1959
  - 3e de la Coupe Egide Schoeters
- 1960
  -  Champion de Belgique sur route militaires
  - 3ea étape du Tour du Limbourg amateurs
  - 7e de la course en ligne des Jeux olympiques
- 1961
  - 3e étape du Tour du Limbourg amateurs
  - 3e du Circuit Het Volk amateurs

### Palmarès professionnel
- 1962
  - 1re étape du Tour du Nord
  - 2e étape du Tour de l'Oise
  - Bruxelles-Ingooigem
  - 2e du Circuit de Flandre orientale
  - 2e du Tour du Nord
  - 3e de Paris-Tours
  - 3e du Prix national de clôture
- 1963
  -  Champion du monde sur route
  - Gand-Wevelgem
  - Anvers-Ougrée
  - Classement général du Tour de Wallonie
  - Grand Prix de Fourmies
  - 2e du Circuit de Flandre centrale
  - 3e du Grand Prix de Denain
- 1964
  - 1re et 2e étape du Circuit du Provençal
  - Classement général du Tour de Belgique
  - Tour de Flandre-Orientale
  - 22ea étape du Tour de France
  - 2e du Tour des Flandres
  - 2e de Paris-Roubaix
  - 2e du Circuit du Tournaisis
  - 2e du Prix national de clôture
  - 3e du Circuit des régions flamandes
  - 3e du Grand Prix de la Banque
  - 3e de Paris-Bruxelles
  - 4e de Paris-Tours
  - 5e du Super Prestige Pernod
- 1965
  - Circuit de Flandre centrale
  - 2e de Bruxelles-Ingooigem
  - 3e du Circuit des Ardennes flamandes - Ichtegem

### Résultats sur les grands tours

#### Tour de France
3 participations
- 1963 : 49e
- 1964 : 49e, vainqueur de la 22ea étape
- 1965 : 47e

## Source
- (nl) Cet article est partiellement ou en totalité issu de l’article de Wikipédia en néerlandais intitulé « Benoni Beheyt » (voir la liste des auteurs).